# 志甫勤一郎
志甫勤一郎（日语：／ Shiho Kinichirō，1891年4月21日—1969年9月8日）是一名日本陸軍軍官，最終軍階為陸軍少將。

## 生平
志甫出身於東京府。1912年，畢業於陸軍士官學校第24期，並被任命為陸軍步兵少尉。
1938年7月，他擔任陸軍工兵上校及陸軍通信學校研究部主事；1939年8月，出任電信第3聯隊長；1942年3月，任關東軍通信教育隊長；1943年3月，晉升為陸軍少將；1944年11月，接任陸軍通信學校校長，並於此職迎接戰爭結束。
1947年11月28日，他被暫時列為公職追放對象。

## 榮譽
- 1913年2月20日 - 正八位[5]

## 備註
1. 1 2 3 4  福川 2001，372頁.
2. 1 2  外山 1981，322頁.
3. ↑  外山 1981，308頁.
4. ↑  総理庁官房監査課編『公職追放に関する覚書該当者名簿』日比谷政経会、1949年、「昭和二十二年十一月二十八日 仮指定者」138頁。
5. ↑  『官報』第167号「叙任及辞令」1913年2月21日。